# Amphoe Nong Hong
Amphoe Nong Hong (Thai: อำเภอหนองหงส์) ist ein Landkreis (Amphoe – Verwaltungs-Distrikt) im Westen der Provinz Buri Ram. Die Provinz Buri Ram liegt in der Nordostregion von Thailand, dem so genannten Isan. 

## Geographie
Benachbarte Distrikte (von Nordosten im Uhrzeigersinn): die Amphoe Lam Plai Mat, Chamni und Nong Ki der Provinz Buri Ram sowie die Amphoe Chakkarat und Huai Thalaeng in der Provinz Nakhon Ratchasima.

## Geschichte
Nong Hong wurde am 31. März 1981 zunächst als „Zweigkreis“ (King Amphoe) eingerichtet, indem die drei Tambon Sa Kaeo, Huai Hin und Thai Samakkhi vom Amphoe Lam Plai Mat abgetrennt wurden. 
Am 1. Januar 1988 wurde er zum Amphoe heraufgestuft.

## Verwaltung

### Provinzverwaltung
Der Landkreis Nong Hong ist in sieben Tambon („Unterbezirke“ oder „Gemeinden“) eingeteilt, die sich weiter in 100 Muban („Dörfer“) unterteilen.
| Nr. | Name          | Thai     | Muban | Einw. |
| --- | ------------- | -------- | ----- | ----- |
| 1.  | Sa Kaeo       | สระแก้ว   | 15    | 7.076 |
| 2.  | Huai Hin      | ห้วยหิน    | 19    | 9.733 |
| 3.  | Thai Samakkhi | ไทยสามัคคี | 15    | 9.078 |
| 4.  | Nong Chai Si  | หนองชัยศรี | 15    | 6.300 |
| 5.  | Sao Diao      | เสาเดียว  | 15    | 6.682 |
| 6.  | Mueang Fai    | เมืองฝ้าย  | 12    | 7.325 |
| 7.  | Sa Thong      | สระทอง   | 09    | 3.699 |

### Lokalverwaltung
Es gibt zwei Kommunen mit „Kleinstadt“-Status (Thesaban Tambon) im Landkreis:
- Nong Hong (Thai: เทศบาลตำบลหนองหงส์)
- Huai Hin (Thai: เทศบาลตำบลห้วยหิน)

Außerdem gibt es sechs „Tambon-Verwaltungsorganisationen“ (องค์การบริหารส่วนตำบล – Tambon Administrative Organizations, TAO):
- Sa Kaeo (Thai: องค์การบริหารส่วนตำบลสระแก้ว)
- Thai Samakkhi (Thai: องค์การบริหารส่วนตำบลไทยสามัคคี)
- Nong Chai Si (Thai: องค์การบริหารส่วนตำบลหนองชัยศรี)
- Sao Diao (Thai: องค์การบริหารส่วนตำบลเสาเดียว)
- Mueang Fai (Thai: องค์การบริหารส่วนตำบลเมืองฝ้าย)
- Sa Thong (Thai: องค์การบริหารส่วนตำบลสระทอง)